# Šibenik (Słowenia)
Šibenik – wieś w Słowenii, w gminie Šentjur. W 2018 roku liczyła 100 mieszkańców.